# Strzępka

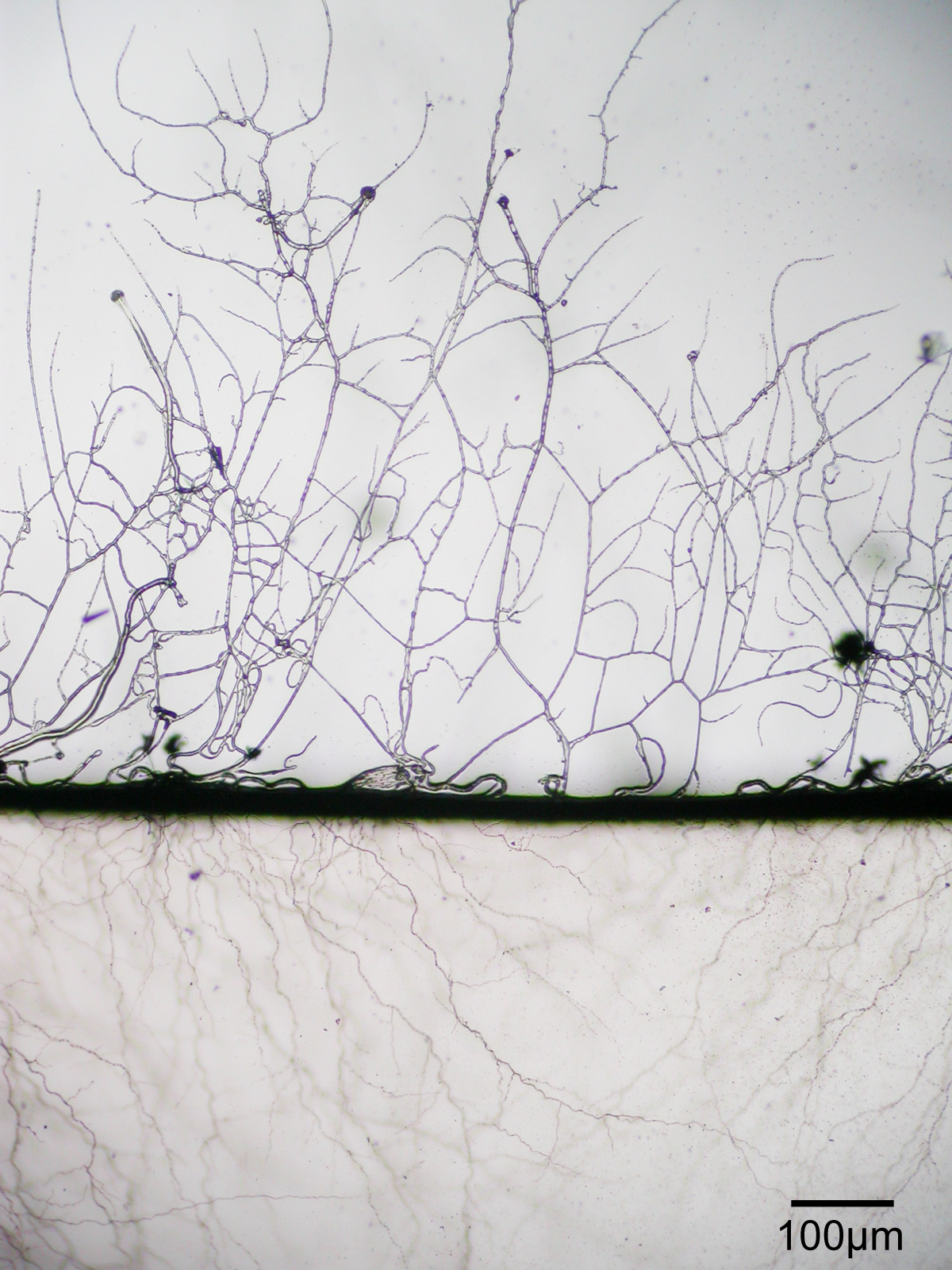
Strzępki kropidlaka czarnego

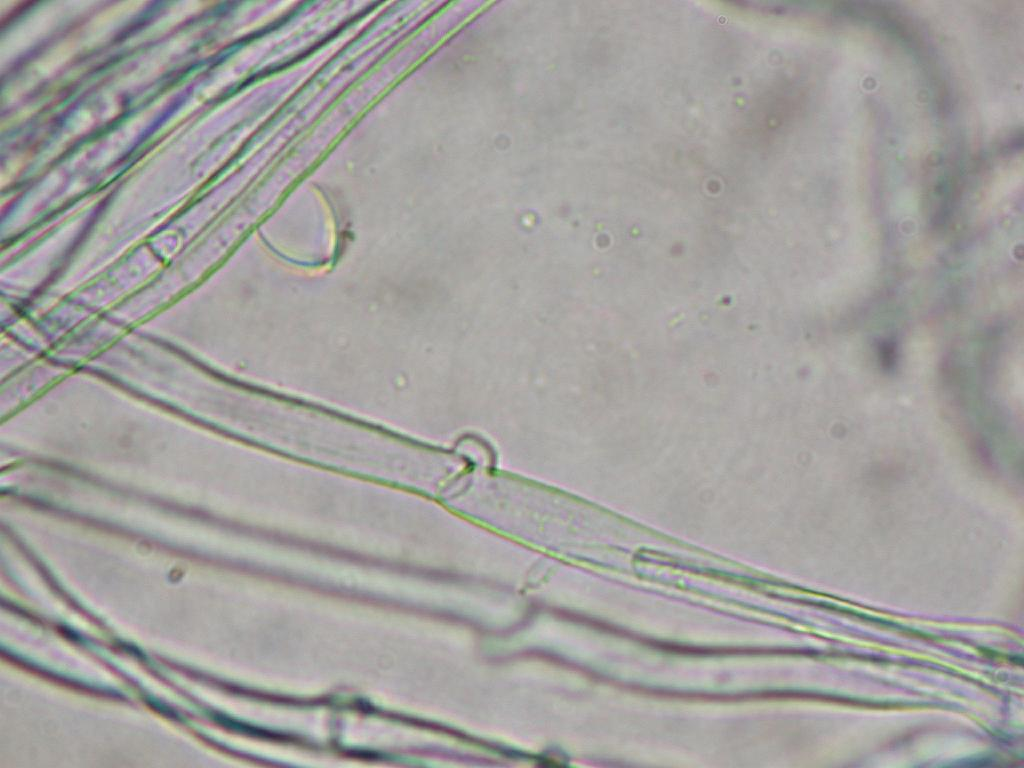
Mikroskopowe zdjęcie strzępek septowanych ze sprzążkami u twardnika japońskiego

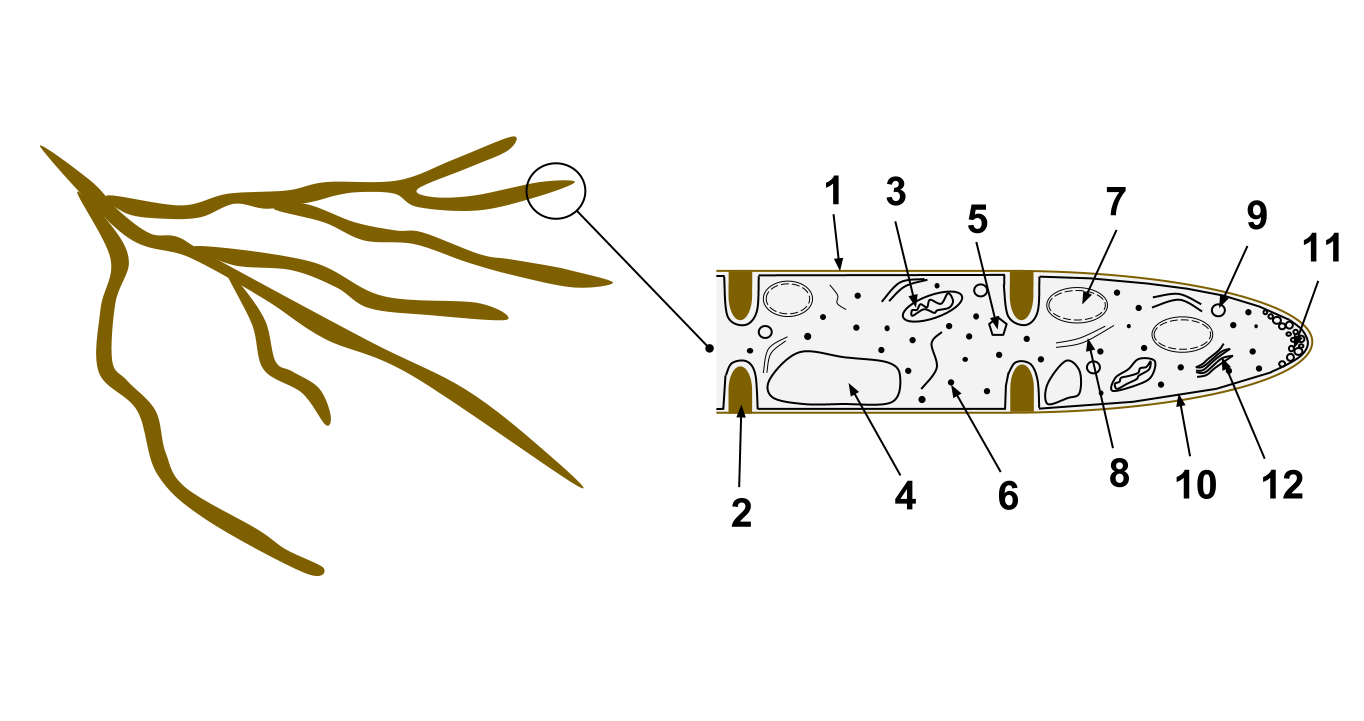
Budowa strzępek
1 – ściana, 2 – septa, 3 – mitochondrium, 4 – wakuola, 5 – kryształek, 6 – rybosom, 7 – jądro komórkowe, 8 – retikulum endoplazmatyczne, 9 – kropla lipidu, 10 – błona komórkowa, 11 – struktura pęcherzykowa 12 – aparat Golgiego

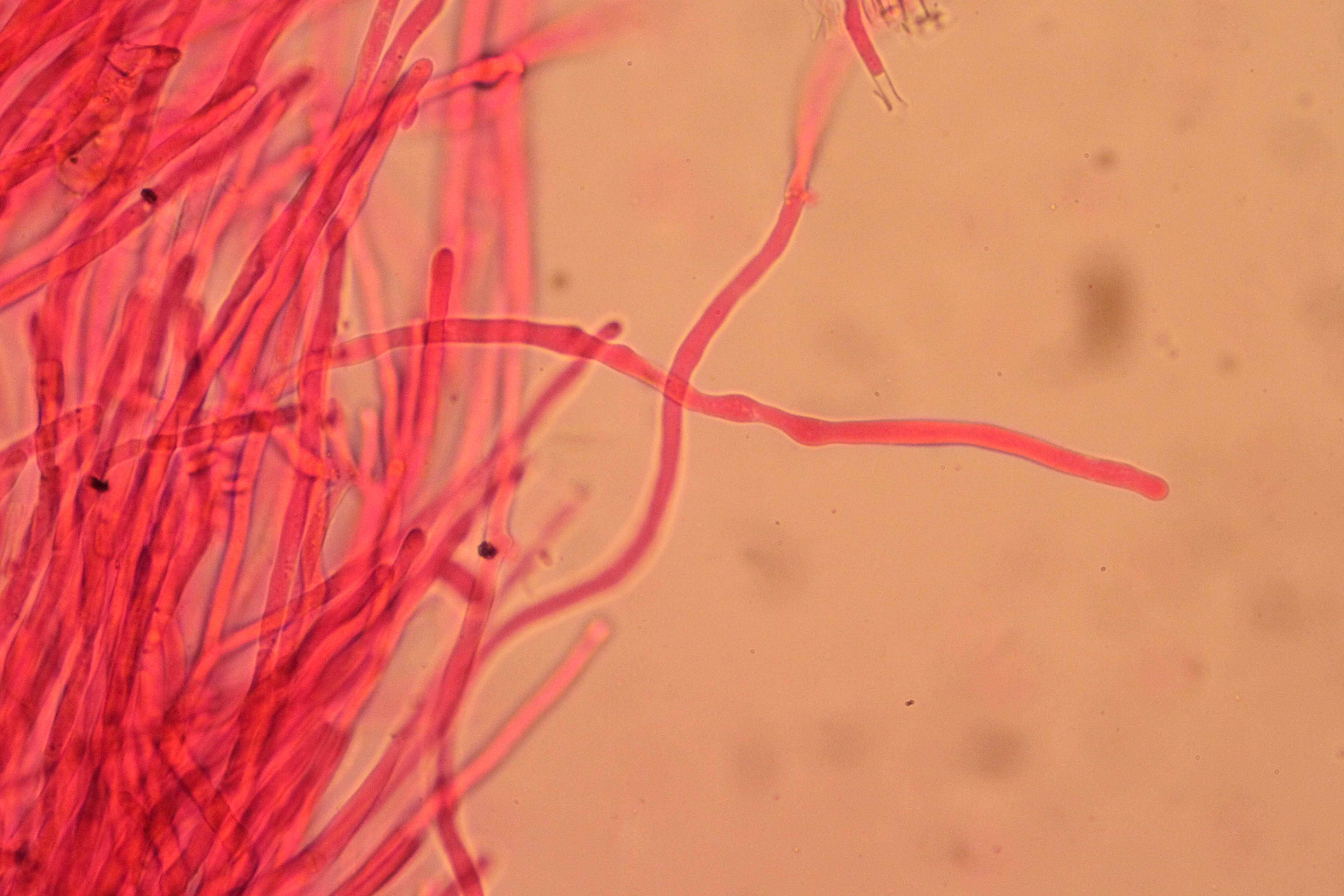
Strzępki Pycnoporellus alboluteus

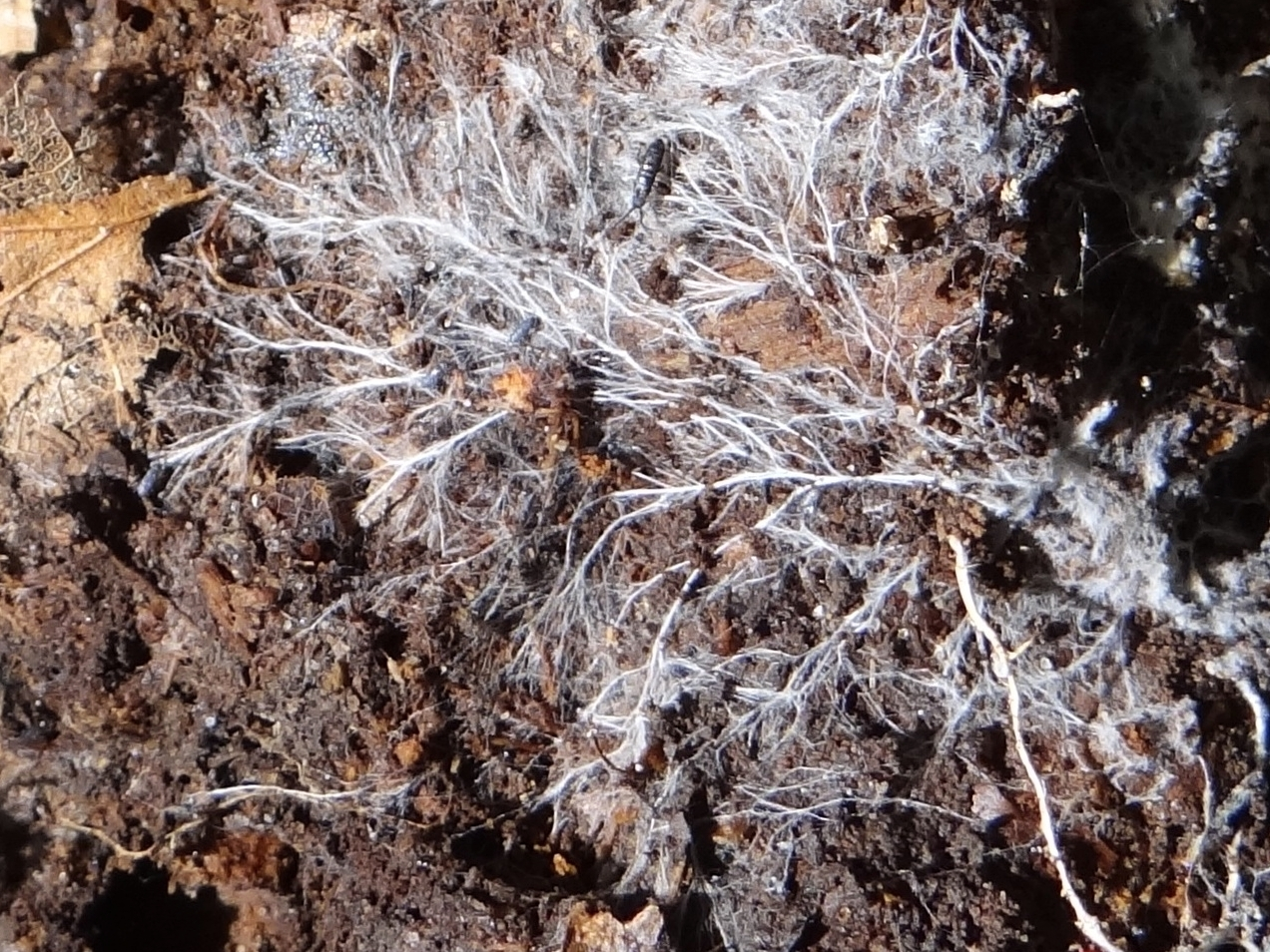
Strzępki grzybni rozrodczej

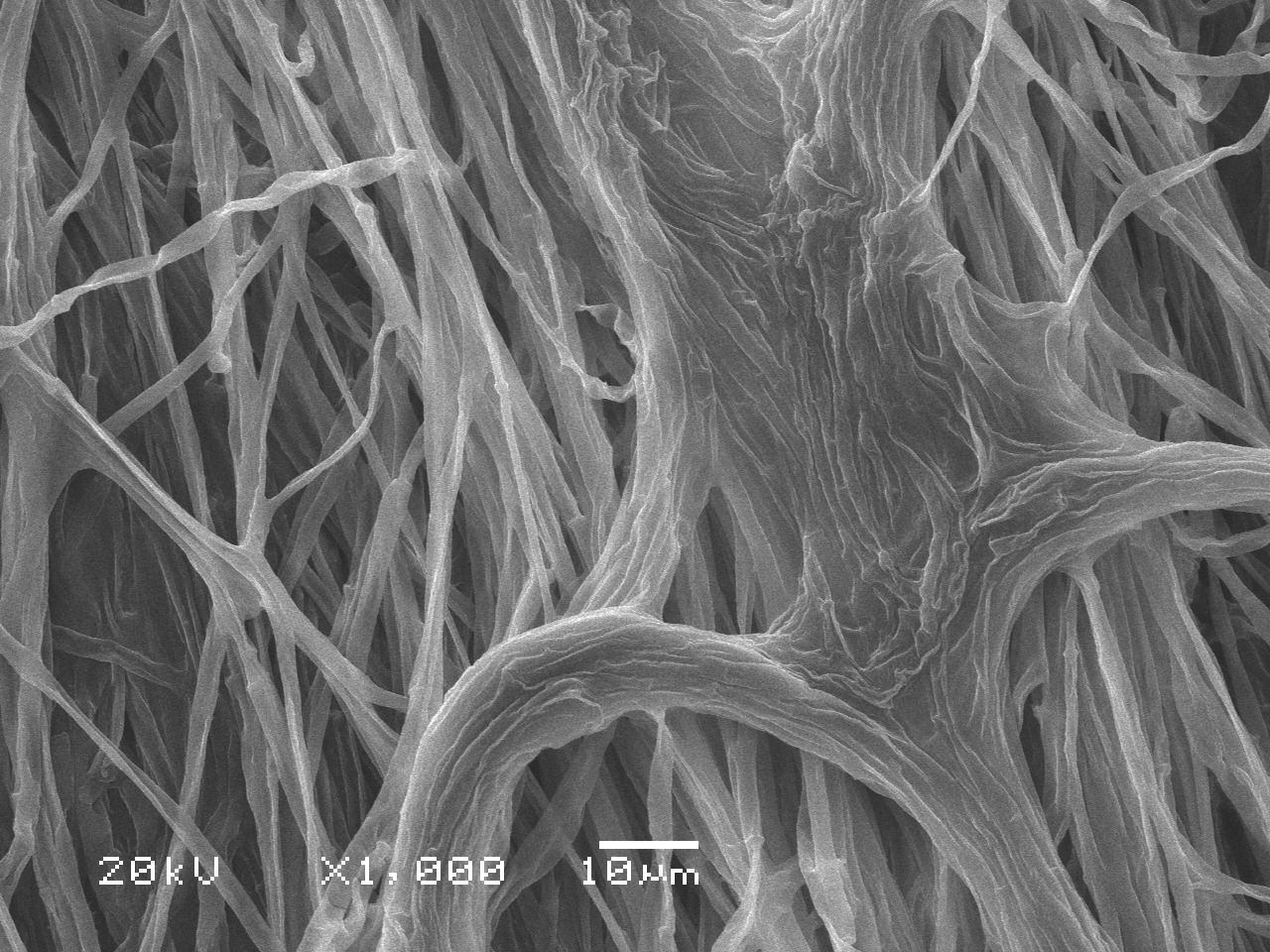
Strzępki próchnilca maczugowatego w mikroskopie elektronowym

Strzępki (łac. hyphae) – nitkowate elementy, z których zbudowana jest grzybnia (plecha), czyli ciało grzybów. Strzępki mają postać nitkowatych, prostych lub pogiętych rurek wypełnionych cytoplazmą, w której znajdują się struktury komórkowe. Mogą składać się z komórek jednojądrowych lub wielojądrowych zwanych komórczakami.
Budowa strzępekU ogromnej większości grzybów ściana komórkowa zawiera chitynę, u nielicznych tylko grzybów niższych celulozę. W strzępkach grzybów brak plastydów, nie zawierają one skrobi, występuje natomiast glikogen, a często kropelki tłuszczu. Liczne są wakuole. Strzępki mogą zawierać barwniki. Pod tym względem dzieli się strzępki na:
- strzępki hialinowe (szkliste) – bezbarwne i przeźroczyste,
- strzępki niehialinowe – zabarwione od zawartych w nich barwników[2].

Długość strzępek często jest nieokreślona, cechuje je bowiem nieograniczony wzrost. Grubość strzępek wynosi od 1 do 30 μm, najczęściej 5–10 μm. Strzępki mogą być pojedyncze lub rozgałęzione pod kątem prostym lub ostrym. Ich powierzchnia może być gładka, chropowata, brodawkowata, listewkowata, a czasami ma wyraźne boczne wyrostki zwane kołkami strzępkowymi.
Niektóre strzępki są inkrustowane, czasami na całej długości, czasami tylko na wierzchołku. Przy oznaczaniu niektórych gatunków cechy te odgrywają ważną rolę. Ważny jest także kształt i wielkość tych inkrustacji.
Rodzaje strzępekPod względem budowy wyróżnia się następujące rodzaje strzępek:
- bezprzegrodowe, tzw. coenocytyczne. Są delikatne, bezbarwne i zazwyczaj występują u organizmów grzybopodobnych i grzybów środowisk wilgotnych, np. u lęgniowców i sprzężniaków. Czasami zdarzają się w strzępkach tych grzybów przegrody, jednak rozmieszczone są one nieregularnie, tylko w niektórych miejscach. Jeśli są, to powstały w wyniku uszkodzenia grzybni, lub oddzielają stare części grzybni od młodych;
- podzielone przegrodami, bez sprzążek. Występują u workowców i niektórych grzybów podstawkowych, np. z rzędu Uredinales. Strzępki z takimi przegrodami nazywa się strzępkami z prostą przegrodą (ang. simple septate)[5];
- podzielone przegrodami, ze sprzążkami. Tego typu strzępki występują u większości grzybów podstawkowych[6].

O strzępkach podzielonych przegrodami mówi się, że są septowane, strzępki bez przegród to strzępki nieseptowane.
Grubość strzępek
Pod względem grubości wyróżnia się:
- strzępki cienkościenne
- strzępki grubościenne
- strzępki pełne – w których ściany są tak grube, że zajmują całą grubość strzępki[7].

Typy strzępekWyróżnia się następujące typy strzępek:
- strzępki generatywne (hyphae generativae) – strzępki żywe, początkowo o cienkich ścianach, z czasem bardziej grubościenne. Są mniej lub więcej rozgałęzione, ze sprzążkami lub bez. Z tego rodzaju strzępek powstają wszystkie struktury budujące owocnik, a więc obłocznia (hymenium) oraz strzępki łącznikowe i szkieletowe[2],
- strzępki łącznikowe (hyphae conjunctivae) – strzępki o grubych ścianach, nawet pełne, występujące obok strzępek generatywnych[8],
- strzępki szkieletowe, zwane też prymodialnymi (hyphae skeletal, hyphae promordiales) – grubościenne lub pełne. Nie posiadają poprzecznych przegród (czyli nie są septowane) ani sprzążek i nie rozgałęziają się. Są proste lub faliste, wyglądem przypominają włókna[2].

Systemy strzępkoweW zależności od tego, które rodzaje strzępek budują owocnik grzyba, wyróżnia się 3 rodzaje systemów strzępkowych:
- monomityczny system strzępkowy (monomitic hyphal system) – gdy owocnik zbudowany jest wyłącznie ze strzępek generatywnych,
- dimityczny system strzępkowy (dimitic hyphal system) – gdy owocnik zbudowany jest z dwóch rodzajów strzępek: generatywnych i szkieletowych, lub generatywnych i łącznikowych,
- trimityczny system strzępkowy (trimitic hyphal system) – gdy owocnik zbudowany jest z wszystkich trzech rodzajów strzępek: generatywnych, łącznikowych i szkieletowych[4]
- pseudodimityczny – oprócz strzępek generatywnych występują także grubościenne strzępki ze sprzążkami[9].

Pseudotkanki strzępkoweStrzępki często przeplatają się z sobą lub łączą, tworząc tzw. tkankę strzępkową. Wyróżnia się dwa jej zasadnicze rodzaje:
- plektenchyma złożona z luźno rozmieszczonych strzępek. Występuje np. w owocnikach grzybów z rzędów Agaricales, Poriales i Stereales.
- pseudoparenchyma złożona ze zbitych strzępek. Zbudowane z niej są:
  - sklerocja (skleroty) – twarde twory o różnym kształcie i wielkości, zwykle czarne na powierzchni, które mają za zadanie zachować formy życiowe grzyba w niesprzyjających warunkach (np. susza, mróz).
  - pseudoskleroty (pseudosklerocja) – zwarte skupienia strzępek obejmujące podłoże, np. glebę, kamienie, resztki owoców
  - sznury grzybniowe – wiązki równolegle ułożonych strzępek
  - ryzomorfy – zbite skupiska równolegle ułożonych i silnie połączonych strzępek służące do dostarczania powietrza, wody i substancji pokarmowych.
  - podkładki (stroma) – zwarte skupienie strzępek, na lub w którym tworzą się zarodniki lub owocniki. Czasami strzępki stromy obejmują zarówno tkankę gospodarza, jak i podłoże[3][6]

Funkcjonalne typy strzępekPod względem pełnionych funkcji wyróżnia się kilka rodzajów strzępek:
- appressoria i hyfopodia – służące do przymocowania się do podłoża (głównie u grzybów pasożytniczych)
- arbuskule – strzępki grzybów mykoryzowych pośredniczące w wymianie składników między rośliną a grzybem
- pętla strzępkowa i sieć strzępkowa – struktury wytwarzane przez grzyby mięsożerne do łowienia drobnych bezkręgowców
- przedgrzybnia (promycelium) – strzępka powstająca u niektórych gatunków podczas kiełkowania teliospor
- strzępki infekcyjne – dokonująca infekcji strzępka grzybów pasożytniczych
- strzępki mleczne – wytwarzające mleczko
- strzępki powietrzne – rozwijające się tylko na powierzchni podłoża, służące do oddychania i rozmnażania
- strzępki przetrwalnikowe – o pogrubionych ścianach, pełniące funkcję przetrwalników
- strzępki rostkowe lub kiełkowe – powstające podczas kiełkowania zarodników
- strzępki substratowe – wnikające do podłoża i pobierające z niego wodę i substancje pokarmowe
- ssawki (haustorium) – wyspecjalizowane strzępki grzybów pasożytniczych[6][10][11].

Odmiany strzępek
- cystydy – strzępki występujące w hymenium między podstawkami
- elementy hamatecjum: wstawki, nibywstawki, parafyzoidy, peryfyzoidy, peryfizy
- hyfidy[4]
- sferocyty – strzępki kuliste
- szczecinki i podobne do nich strzępki szczecinkowe
- strzępki gleocystydialne – szerokie, cienkościenne z refrakcyjną zawartością[6][10][11].

Wzrost strzępek
Strzępki rosną na wierzchołku. Rosnąca część strzępki ma długość około 30 μm i nazywana bywa czasami strefą wydłużania. Wykazują zdolność kierunkowego wzrostu. Zawsze rosną w kierunku wyznaczonym przez położenia ciałka spitzenkörper znajdującego się na ich końcu. Za rosnącym wierzchołkiem mogą tworzyć się przegrody dzielące strzępkę na pojedyncze komórki. Strzępki mogą rozgałęziać się poprzez rozwidlenie rosnącego wierzchołka lub pojawienie się nowego wierzchołka z ustalonej strzępki. Szybkość wzrostu strzępek może dochodzić nawet do kilku centymetrów na dobę, ale czasami wynosi tylko kilka mm na rok. Strzępki kierując się tropizmami rosną w kierunku składników odżywczych, wody i lotnych związków emitowanych przez składniki pokarmowe, mogą także unikać tlenu i światła (te ostatnie tropizmy umożliwiają im utrzymanie się w podłożu).
Strzępki wykazują następujące tropizmy:
- aerotropizm – rosną w kierunku wyższych stężeń tlenu, aby eksploatować nowe zasoby;
- autotropizm – wykazują pozytywny autotropizm poprzez wzrost gałęzi strzępek, aby ewentualnie utworzyć sieć, która może zoptymalizować dystrybucję metabolitów w grzybni. Negatywny autotropizm zapobiega ponownemu wrastaniu strzępek do starszych części grzybni, gdzie zasoby uległy wyczerpaniu;
- chemotropizm – strzępki np. czernidłaka szarawego (Coprinopsis cinerea) rosną w kierunku wyższych stężeń składników odżywczych;
- fototropizm – zwykle jest negatywny, strzępki rosną w kierunku gdzie jest najmniej światła, co zapobiega ich wysychaniu;
- tigmotropizm – bodźce kontaktowe kierują strzępki z dala od przeszkód w kierunku szczelin, zagłębień i porów[14].